# Ajain
Ajain ist eine französische Gemeinde im Département Creuse in der Region Nouvelle-Aquitaine.

## Geografie und Infrastruktur
Die Gemeinde grenzt im Norden an Roches, im Nordosten an Ladapeyre, im Süden und Südosten an Pionnat, im Südwesten an Saint-Laurent und Sainte-Feyre sowie im Nordwesten an Glénic.  
Zu Ajain gehören neben der Hauptsiedlung auch die Dörfer Neuville und Rougnat.
Ajain wird von der Europastraße 62 und vom Fluss Creuse tangiert. Nördlich der Schnellstraße liegen kleine Seen, darunter der Étang des Signolles und der Étang de Champroy.

## Sehenswürdigkeiten
- Kirche Mariä Himmelfahrt, Monument historique

## Bevölkerungsentwicklung
| Jahr      | 1962 | 1968 | 1975 | 1982 | 1990 | 1999 | 2008 | 2012 |
| --------- | ---- | ---- | ---- | ---- | ---- | ---- | ---- | ---- |
| Einwohner | 1128 | 1082 | 887  | 932  | 982  | 1034 | 1099 | 1099 |